# باد گروند (هارز)
شهر باد گروند در ایالت نیدرزاکسن در کشور آلمان واقع شده است.